# The Monster Ball Tour
The Monster Ball Tour (în traducere Turneul balul monstrului) este al doilea turneu al artistei Lady Gaga. A început în 2009 și s-a terminat în 2011 înainte de lansarea albumului Born this way pe data de 23 mai 2011.